# Маодунь
Маодунь (Моде, Моду, Моте, Модун) (кит.: 冒頓單于; бл. 234 до н. е. — бл. 174 до н. е.) — засновник держави хунну. У тюрків відомий як Мете (Мате)-хан, деякі тюркологи ототожнюють його з міфічним героєм уйгурів та огузів — Огуз-ханом. Можливо Маодунь (Модун) є змінене китайцями ім'ям Байтур (від нього потім пішло багатур), тобто «герой» («сміливець»).

## Життєпис

### Молоді роки
Був старшим сином шаньюя Тоуманя. Після поразки від юечжі між 215 і 210 роками до н. е. той відправив Маодуня до юечжі як заручника. За легендою, Тоумань планував напад на землі на юечжі, щоб спровокувати тих вбити сина, оскільки бажав зробити своїм спадкоємцем сина від іншої дружини. Але Маодунь передбачив наміри батька і на початку нападу батька вбив охоронця і повернувся до сюнну. Завзятість Маодуня справила таке враження на хунну, що Тоумань був змушений поставити його на чолі одного з улусів держави, давши в управління 10 тисяч родин (за іншими відомостями — вершників). Можливо саме тоді отримав ім'я Байтур (Герой), що перетворилося на Модун (Маодунь)
Провів важливі реформи з організації війська та дисципліни: впровадив у використання свистячу стрілу для залякування супротивника та стріляти усім воякам одночасно. Привчав вояків безумовно виконувати накази: пустив стрілу в улюбленого коня, а тим, хто не вистрілив, наказав відрубати голови. Потім він вистрілив в свою улюблену дружину, а тих, хто не стріляв, стратив. Зрештою, Маодунь вистрілив в свого батька, в якого вистрілили усі вояки. Це сталося близько 209 року до н. е. Втім, мусив деякий час боротися проти зведеного брата та його прихильників, яких протягом року перемогли і стратили.

### Панування

#### Зовнішня політика

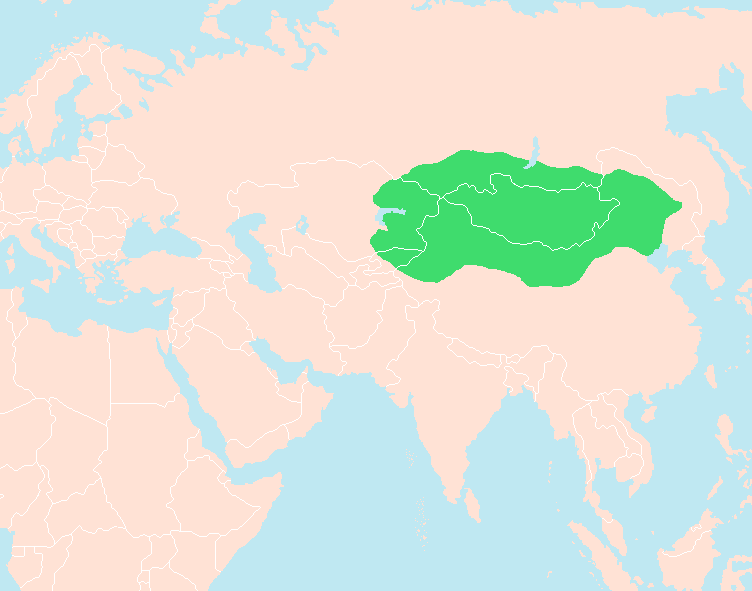
Держава хунну за часів Маодуня

Спочатку уклав військовий союз із греко-бактрійським царем Євтидемом I на заході й племінним союзом дунху (на сході). Останні, за легендою, невдовзі забажали задля збереження миру коней, потім найкрасивіших жінок. Маодунь погодився, ймовірно, тому, що не почувався досить потужним для протистояння дунху. Низка дослідників припускають, що хунну на той час були данниками дунху, що частково відбилося в легенді. Коли дунху під тиском династії Цінь відступили й зажадали в свою чергу в хунну прикордонні пустельні землі розміром 1000 лі, то деякі старійшини пропонували віддати без опору, оскільки там все одно ніхто не живе. Проте Маодунь заявив, що земля — це основа держави і її не можна віддавати. За цим близько 208 року до н. е. виступив проти дунху, яких здолав. Втім з огляду на дослідження історії союзу дунху Маодунь лише звільнив хунну від залежності, але не знищив супротивника повністю.
З 203 року до н. е. вів з перемінним успіхом війни проти юечжі та дінлін. Завдяки цьому взяв під контроль важливі торговельні шляхи, що тяглися з Китаю. Наступним кроком стало підкорення племен лоуфань і байя в Ордосі, що були васалами імперії Хань. Скористався складним становищем імператора Лю Бана, що боровся з Сян Юєм, атакував китайські області Янь і Дай.
У 201 році до н. е. Маодунь поновив війну з імперією Хань, взявши в облогу місто Маї (головне місто командирства Даї). Невдовзі очільник останньої — Хань Сінь, бо (граф) Хуеінь — здався. В результаті хунну отримали прохід в центральні провінції імперії. У 200 році до н. е. імператор Лю Бан виступив проти Маодуня з 320-тисячним військом. Маодунь використовуючи місцевість став відступати. В цей час морози завдали тяжкого удару боєздатності китайців. У селища Байдин (в 5 км на південному сході від міста Пінчен) Маодунь скористався помилкою Лю Бана, що з 40-тисячною кіннотою відірвався від піхоти, й оточив того. Облога ханського табору тривала 7 днів, проте марно. Лю Бан в свою чергу підкупив улюблену дружину Маодуня, яка порадила тому укласти мир з імперією Хань. Зрештою шаньюй погодився. Погодили про сплату фактично данини імператором (у Китаї її називали подарунками), натомість хунну повинні були відмовитися від нападів на імперію.
Втім уже у 198 році до н. е. Маодунь почав підтримувати китайських військовиків, що втекли з імперії Хань для нападів. Боротьба переважно точилася в командирстві Даї. Сутички тривали до 197 року до н. е., коли зрештою було укладено повноцінний договір (відомий як Договір Миру і Спорідненості), за яким Маодунь оженився на китайській аристократці (її видали за доньку імператора Лю Бана), отримав чимало шовку, бавовну, вина й рису.
195 році до н. е. шаньюй підтримав повстання Лу Вана, вана Яня, проти нового імператора Лю Їна, проте без успіху. 192 року до н. е. Маодунь запропонував імператриці Люй влаштувати між ними шлюб, але отримав увічливу відмову.
У 190—170-х роках до н. е. зрештою завдав поразки юечжі й усунь, що знову визнали зверхність хунну. Водночас було встановлено владу над Таримським басейном. Також завдав рішучої поразки союзу дунху, який перестав були впливовою силою, розпавшись на сяньбі й ухуань.
У 179 і 177 роках до н. е. підтвердив договір 197 року до н. е. з черговим імператором Лю Хеном. У 176 році до н. е. повідомляється про нову війну з юечжі, які вимушені були тікати на захід, де стали відомі як тохари.

#### Внутрішня політика
Систематизував управління, частково взявши за зразок китайську ієрархію, яку поєднав з традиціями хунну. Вибори шаньюя збереглися, як умовна процедура при передачі влади новому шаньюю, який вказувався в заповіті попереднього. Шаньюй обирав дружин з родів Хуянь, Лянь, Сюйбу. Важливі посади у державі також передавалися всередині цих прізвищ, так, Сюйбу були суддями. Інші роди мали своїх старійшин, які мали у своєму розпорядженні власні війська.
Розташував свою ставку біля гір Їньшань. В основу територіальної та бюрократичної організації Маодунь поклав військовий принцип. Вищі чини поділив на «східні» — старші та «західні» — молодші. Вищі чиновники були родичами шаньюя: 2 тукі-вана (ставка східного була в Хангаї, західного біля Керулену), з яких східний тукі-ван ставав спадкоємцем влади; 2 гулі-вана (очолював суди й цивільні адміністрації, були східний і західний); великі очільники («губернатори» підвладних земель); 2 великих дуюя (східний і західний); 2 великих данху (фінансист, податківець — східний і західний); ваньці (тисячники), сотники і десятники. Чиновники називалися «гудухоу».
Помер близько 174 року до н. е. Йому спадкував син Лаошан.